# Hebe corriganii
Hebe corriganii là một loài thực vật có hoa trong họ Mã đề. Loài này được Carse mô tả khoa học đầu tiên năm 1930.